# Kap Cesney
Das Kap Cesney ist ein breites und vereistes Kap, das die Westseite der Einfahrt zu Davis-Bucht an der Clarie-Küste des ostantarktischen Wilkesland markiert.
Seine Position wurde mittels Luftaufnahmen der United States Navy erfasst, die bei der Operation Highjump (1946–1947) entstanden. Das Advisory Committee on Antarctic Names benannte es 1955 nach A. M. Cesney, Master’s Mate auf der USS Flying Fish bei der United States Exploring Expedition (1838–1842) unter der Leitung von Charles Wilkes.